# Noyal-sur-Vilaine
 Noyal-sur-Vilaine  es una población y comuna francesa, situada en la región de Bretaña, departamento de Ille y Vilaine, en el distrito de Rennes y cantón de Châteaugiron.

## Demografía
| 1922 | 2514 | 2948 | 3828 | 4083 | 4692 |
| Para los censos de 1962 a 1999 la población legal corresponde a la población sin duplicidades (Fuente: INSEE [Consultar]) |      |      |      |      |      |